# Ranunculus bekesensis
Ranunculus bekesensis är en ranunkelväxtart som beskrevs av Sóo. Ranunculus bekesensis ingår i släktet ranunkler, och familjen ranunkelväxter. Inga underarter finns listade i Catalogue of Life.